# Agustín de Figueroa
Agustín de Figueroa Alonso-Martínez, marqués de Santofloro (Madrid, 11 de septiembre de 1903-Madrid, 20 de mayo de 1988), fue un escritor, periodista, dramaturgo y director de cine español.

## Biografía
Hijo del conde de Romanones Álvaro Figueroa Torres, cuyo archivo había donado a la Real Academia de la Historia, y nieto del ministro de justicia Manuel Alonso Martínez, nació en Madrid en 1903. Estudió Derecho en la Universidad Central de Madrid, en la que se licenció en 1920.
Desde muy joven se interesó por la literatura y tuvo amistad con intelectuales franceses como André Maurois, Jean Cocteau y François Mauriac.
Comenzó a publicar sus artículos en el Diario Universal, la revista La Esfera y fue crítico literario del diario Ahora. Fundó las revistas Mundial y Gran Mundo.
Se interesó por todas las artes. En 1927 dirigió la película Sortilegio, con Pedro Larrañaga y Conchita Montenegro.
Estrenó varias obras de teatro con éxito diverso.
El 21 de julio de 1928 contrajo matrimonio en la iglesia de San Fermín de los Navarros (Madrid) con Antonia (Tony) Arcos y Pérez del Pulgar, condesa de Clavijo. Poco después el matrimonio fue anulado por “defecto de forma canónica”. Posteriormente contrajo matrimonio con María Gamboa, con quien tuvo tres hijos.
Durante la guerra civil española, fue detenido y encarcelado. Precisamente el cultivo de su relación con Francia y los franceses le permitieron entablar amistad con el líder socialista Léon Blum, quien posteriormente intercedió por él en 1936, y le salvó de morir fusilado en Madrid. Sus experiencias las narra en el libro Memorias del recluso Figueroa.
El crítico literario Alfredo Marquerie, lo calificó de “aguda sensibilidad evocadora, de delicados, precisos y preciosos matices, de exquisitas percepciones". Advertía Gregorio Marañón, que sus libros se leen desde la primera a la última página con la sonrisa en los labios.
Su hija Natalia Figueroa se casó con el cantante español Raphael. Agustín de Figueroa refería en sus conversaciones, con mucha gracia, de cómo había sido conocido sucesivamente como “hijo de Romanones”, “padre de Natalia” y “suegro de Raphael”.
Fueron sus hermanos Casilda (duquesa de Pastrana), Luis (conde de Velayos y II de Romanones), Álvaro (marqués de Villabrágima), Carlos (marqués de San Damián) y Eduardo (conde de Yebes).
Santofloro
El marquesado de Santofloro lo recibió en 1951 por cesión de su primo hermano Ignacio de Figueroa y Bermejillo, duque de Tovar, quien había conseguido la rehabilitación del título el año anterior tras haberlo venido solicitando desde 1930. El duque de Tovar era hijo del hermano menor del conde de Romanones, por lo que teniendo mejor derecho Agustín de Figueroa, consiguió la cesión del título.

## Obras

### Novela y ensayo
- Cuentos trágicos. 1917
- La condesa de Merlín, musa del romanticismo. Madrid, 1934
- Doña Purita, historia de una solterona. Madrid, 1939
- Memorias del recluso Figueroa. Madrid, 1939.
- La sociedad española de la Restauración. Madrid, 1945.
- El reloj parado. Madrid, 1947.
- Dentro y fuera de mi vida. Madrid, 1955.
- Modos y modas de cien años. Madrid, Aguilar, 1966.
- 1894, la vida de un año. Madrid, 1942
- Epistolario de la Restauración. Madrid, 1985,

### Teatro
- La señorita del mirador. 1945
- Aquella noche, 1935.
- Ausencia. 1948

### Cine
- Sortilegio, 1926